# Скопане
Скопане (пол. Skopanie) — село в Польщі, у гміні Баранув-Сандомерський Тарнобжезького повіту Підкарпатського воєводства.
Населення — 2755 осіб (2011).
У 1975-1998 роках село належало до Тарнобжезького воєводства.

## Демографія
Демографічна структура станом на 31 березня 2011 року:
|          | Загалом | Допрацездатний вік | Працездатний вік | Постпрацездатний вік |
| -------- | ------- | ------------------ | ---------------- | -------------------- |
| Чоловіки | 1328    | 303                | 909              | 116                  |
| Жінки    | 1427    | 283                | 860              | 284                  |
| Разом    | 2755    | 586                | 1769             | 400                  |